# Jodłowno
Jodłowno (dawniej Sztęgwałd, kaszb. Sztãgwôłd, niem. Stangenwalde) – wieś w Polsce położona w województwie pomorskim, w powiecie gdańskim, w gminie Przywidz przy drodze wojewódzkiej nr 221.
Prywatna wieś szlachecka położona była w drugiej połowie XVI wieku w powiecie gdańskim województwa pomorskiego. W latach 1954–1959 wieś należała i była siedzibą władz gromady Jodłowno, po jej zniesieniu w gromadzie Przywidz. W latach 1975–1998 miejscowość administracyjnie należała do województwa gdańskiego. Obecna urzędowa nazwa miejscowości to nazwa sztuczna utworzona przez Komisję Nazw Miejscowości i Obiektów Fizjograficznych.
W miejscowości znajduje się parafia rzymskokatolicka Macierzyństwa Najświętszej Maryi Panny, należąca do dekanatu Kolbudy, archidiecezji gdańskiej.